# Kalendžinové
Kalendžinové (Kalenjin) je označení skupiny nilotských etnik obývajících oblast Východoafrického riftu na západě Keni a částečně také v přilehlých oblastech Ugandy a Tanzanie. Podle keňského sčítání lidu z roku 2009 je jich 4 967 328 a jsou třetí nejpočetnější národností v zemi. Ke Kalendžinům patří kmeny Kipsigis, Nandi, Tugen, Keiyo, Terik, Injems, Marakwet, Sabaot a Pokot. Souhrnný název pro ně vznikl až v polovině 20. století: „kalendžok“ znamená v jejich jazyce „říkám vám“ a byla to úvodní fráze rozhlasového vysílání určeného keňským domorodcům.

## Historie a vlastní mytologie
Sami Kalendžinové odvozují svůj původ od faraonových vojáků, kteří v 1. tisíciletí př. n. l. opustili Egypt a usadili se v kraji pod horou Mount Elgon. Podle archeologických nálezů byli předky Kalendžinů příslušníci elmenteitanské kultury. Vyznávají polyteistické náboženství s nejvyšším bohem Tororutem (ještě nejpozději roku 1911 ale doložen Asis), společnost je rozdělena podle dosaženého věku na skupiny zvané ipinda. Jejich hlavní obživou je pastevectví a pěstování čajovníku. Kalendžinské vesnice jsou tvořeny kruhovými chýšemi krytými slámou. 

Nejvyšším bohem je Tororut - stvořitel, mezi další božstva se řadí 

Seta – Tororutova manželka, božstvo hvězdokupy Plejády; 

Arawa – Tororutův prvorozený syn, božstvo měsíce; 

Ilat – Tororutův syn, božstvo deště; 

Kokelové – Tororutovy další děti, božstva hvězd; 

Topogh – Tororutova prvorozená dcera, božstvo Večernice; 

Asis – Tororutův mladší bratr, božstvo Slunce, později nejvyšší bůh; 

Hoi – duchové. 

Jednotlivá jména božstev se mohou regionálně lišit. 

Kalendžinské náboženství obsahuje rovněž i mýtus o stvoření světa. 

Posvátnými místy jsou kopce. Každá rodina má svůj oltář (nebo také modlitební strom), u nějž koná obřady otec rodiny.

## Další zajímavosti
Pro Kalendžiny je typická vysoká a štíhlá postava, především abnormálně dlouhé končetiny, dědičná adaptace na řídký vzduch náhorní plošiny, fyzická odolnost daná polokočovným způsobem života a strava s vysokým obsahem škrobu, jako je ugali. Díky tomu pochází z tohoto etnika mnoho špičkových vytrvalostních běžců, jako Kipchoge Keino, Mike Boit, Henry Rono, Moses Tanui, Wilson Kipketer, Pamela Jelimová, Dennis Kimetto, Paul Tergat, Tegla Loroupeová nebo Wilson Kipsang. Kalendžinského původu je také Daniel arap Moi, keňský prezident v letech 1978–2002. Proti jeho vládě, systematicky zvýhodňující Kalendžiny, vytvořili Kikujové odbojové hnutí Mungiki, které vyvolalo v letech 2007–2008 na západě Keni rozsáhlé násilnosti. Zájmy kalendžinských etnik hájí strana Keňská africká demokratická unie (KADU).